# 梅丽莎·特里奥
梅丽莎·特里奥（Mélissa Theuriau，1978年7月18日—），法国记者，新闻主持人。

## 生涯
在法律学校度过一年后，特里奥毕业于格勒诺布尔第三大学媒体与传播学院。2003年起成为法国专业新闻台频道的新闻主播和旅游节目的主持人。她的节目有每周一至周四6:40早间新闻（早晨）和每周三13:55在名为的旅游秀节目。
2006年5月，（法国电视一台）还邀请她在今年暑假期间出任周末新闻主播，并长期作为当家主播夏莎尔（Claire Chazal）的替补，特里奥则以不是她所期待的工作为由拒绝了法国最大电视台周末新闻主播的职位，一度成为媒体报导焦点，她也同时在媒体界获得了“说不的洋娃娃”的雅号。
2006年9月起，她成为了法国六台《禁区》（Zone interdite）栏目的制片人和主持人，并将节目的收视率大大提高。2006年11月，她与《巴黎竞赛》杂志合作，在巴黎一台推出《一天一照》（Un jour, une photo）系列节目。2007年1月起，她在巴黎一台开始主持一挡新的旅游节目《跟我两三天》（Deux, trois jours avec moi）。
2008年3月29日，特里奥与法国知名喜剧演员賈梅·德布茲訂婚，同年5月7日結婚。2008年11月3日他们的儿子Léon出生，2011年他们的女儿Lila出生。

## 社会影响
「特里奥现象」甚至已成为社会学研究课题。名人研究作者波拉斯说：“特里奥不是出色的记者，但人们发现她漂亮，思想独立和亲切，那就够了。尤其是不清楚她的新闻工作、只见到她标致笑靥的海外网民，这尤其是事实。她或许是世界年轻网民间最熟悉的法国女士。

## 慈善方面
2007年三月，她和法国另外五名著名的新闻女主播一起和联合国教科文组织开展了名为“玫瑰”的慈善活动，为了使世界上更多的女孩能获得受教育的机会。